# Miroslav Šatan
Pour l’article homonyme, voir Satan (homonymie).
Temple de la renommée de l'IIHF : 2019
Miroslav Šatan (né le 22 octobre 1974 à Topoľčany en Tchécoslovaquie aujourd'hui en Slovaquie) est un joueur professionnel slovaque de hockey sur glace. Il évolue au poste d'ailier. La bonne prononciation de son nom en slovaque est API : /'ʃatan/ (« chatane »).

## Biographie

### Débuts en Slovaquie

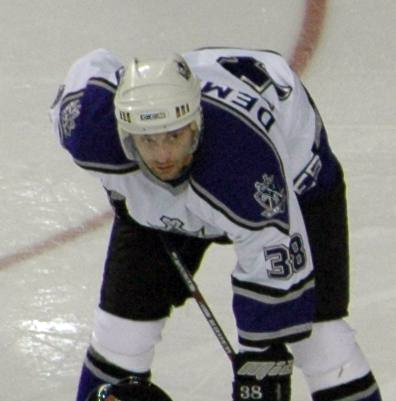
Šatan et Pavol Demitra débutent ensemble au HC Dukla Trenčín.

Šatan a grandi à Jacovce dans le district de Topoľčany. Il est formé au 
VTJ Topoľčany avec qui il joue en junior et débute dans en 1991 dans le championnat de Tchécoslovaquie de deuxième division. Il marque 30 buts et 52 points en 31 parties chez les juniors. Il dispute ses 9 premiers matchs pour 2 buts et 1 assistance en senior. Après avoir effectué son service militaire, il signe à l'âge de 18 ans au HC Dukla Trenčín en première division tchécoslovaque. Il est l'auteur de 17 points dont 11 buts en 38 matchs. L'équipe est menée par Žigmund Pálffy, 79 points. L'équipe se range au troisième rang de la saison régulière, classement qui est le sien à l'issue des séries éliminatoires. Trenčín élimine le HC Košice en quart de finale mais s'incline en demi-finale face au HC Sparta Prague en cinq matchs. L'équipe remporte la troisième place en battant le HC Litvínov à trois reprises sur le score de 4-3. Šatan, côtoie dans l'équipe un autre jeune attaquant né la même année que lui Pavol Demitra. Les deux joueurs sont choisis au cours du repêchage d'entrée dans la LNH 1993. Šatan par les Oilers d'Edmonton en tant que 111e choix en cinquième ronde et Demitra au neuvième tour en 227e par les Sénateurs d'Ottawa.
Après la partition de la Tchécoslovaquie, le Dukla Trenčín évolue dans la première division slovaque. Étant donné qu'il a terminé la saison précédente en position de premier club slovaque, il dispute la Coupe d'Europe 1993-1994. En demi-finale, il termine troisième du groupe G derrière le HK Dinamo Moscou et le Pārdaugava Riga. Lors de cette saison 1993-1994, Šatan est le leader de sa formation, terminant meilleur buteur avec 42 réalisations et meilleur compteur de la ligue avec 64 points. L'équipe remporte la saison régulière et tient son rang lors des séries éliminatoires. Elle élimine le MHC Martin en quatre matchs puis conquiert le titre lors du cinquième match contre le HC Košice.
Cette saison marque les débuts du Slovaque sur la scène internationale. Il dispute trois compétitions de niveau mondial avec sa sélection. La première est le championnat du monde junior. La Slovaquie a dû disputer des barrages en novembre 1993 pour se qualifier pour le mondial C. Elle a obtenu le deuxième billet qualificatif derrière la Lettonie. Elle prend part au mondial C en janvier 1994. La première phase se déroule en deux poules de quatre équipes. Les Slovaques d'un côté et les Lettons de l'autre remportent leur groupe et se retrouvent en finale. L'équipe de Šatan remporte le titre 6-2 et accède au mondial B pour l'édition suivante. Šatan est le meilleur pointeur de l'épreuve avec 13 points dont 6 buts.
Il est sélectionné avec l'équipe de Slovaquie pour participer aux Jeux olympiques de Lillehammer en Norvège. Issue des qualifications olympiques, l'équipe remporte la poule A. En quart de finale, elle est éliminée de la course au titre 3-2 par la Russie sur un but décisif d'Aleksandr Vinogradov. Elle se classe sixième après une victoire contre l'Allemagne et une défaite contre la République tchèque. Šatan termine meilleur buteur de l'épreuve avec 9 buts. Il est aussi deuxième pointeur à une longueur des 10 points de son compatriote Žigmund Pálffy.
En mars, il prend part au championnat du monde 1994 qui se dispute en Slovaquie. Malgré deux matchs nuls contre le Kazakhstan, du meilleur pointeur de l'épreuve Ievgueni Korechkov et du meilleur gardien Vitali Ieremeïev, et l'Ukraine, l'équipe hôte remporte le titre devant la Biélorussie et accède au mondial B. Šatan marque 7 des 43 buts slovaques.

### Départ pour l'Amérique du Nord
En 1994, il part en Amérique du Nord et les ligues mineures. Au cours de cette saison, il joue dans trois différentes ligues : la Ligue internationale de hockey, la Ligue américaine de hockey et un match avec les Falcons de Détroit de la Colonial Hockey League. Il marque 1 but en 14 matchs de LIH avec les Vipers de Détroit et les Gulls de San Diego. Avec les Vipers de Détroit, il remporte un match amical contre l'équipe montée par Wayne Gretzky lors de la saison écourtée de 1994. Šatan marque alors le but de la victoire. Si son passage dans la LIH est difficile, sa campagne dans la LAH est de bien meilleure facture. Il s'aguérit avec les Oilers du Cap-Breton, club ferme des Oilers d'Edmonton. Il s'illustre avec 40 points dont 24 buts en 25 matchs. Il rejoint la sélection slovaque pour le Mondial B de Bratislava. L'équipe, emmenée par Peter Šťastný 16 points, remporte ses sept matchs et donc le titre. Šatan est le quatrième pointeur du tournoi avec 7 buts et 6 aides. Il est nommé dans l'équipe type du tournoi.
Son parcours dans la LAH lui permet de se faire valoir au cours du camp d'entraînement estival de la franchise d'Edmonton. Le Slovaque gagne sa place dans l'effectif pour la saison 1995-1996. Il n'est pas le seul slovaque puisque Zdeno Cíger entame sa quatrième saison avec la franchise de l'Alberta. Il joue son premier match dans la LNH et marque sa première assistance le 15 octobre 1995 chez les Flyers de Philadelphie. Une semaine plus tard, lors de son quatrième match, il marque son premier but, celui de la victoire face aux Canucks de Vancouver. Il clôt sa saison recrue avec 18 buts et 35 points. Les Oilers se classent cinquième de la Division Pacifique, insuffisant pour participer aux séries éliminatoires de la Coupe Stanley.
La Slovaquie, promue, dispute son premier Mondial élite en 1996. Elle prend la cinquième place du groupe A et ne parvient pas à se qualifier pour les séries éliminatoires. En 5 matchs, le joueur des Oilers donne 3 assistances.
Au cours du mois d'août se déroule la Coupe du monde 1996. Avec trois défaites, la Slovaquie se classe quatrième et dernière du Groupe Amérique. Šatan reste muet face aux Américains, Canadiens et Russes.
Le majeure partie de la saison 1996-1997 du Slovaque ressemble à sa première saison dans la ligue. En effet, il est à 28 points dont 17 après 64 matchs lorsque la direction des Oilers décide de le transférer. Le 18 mars 1997, il est échangé aux Sabres de Buffalo en retour de Craig Millar et Barrie Moore.

### Les Sabres de Buffalo

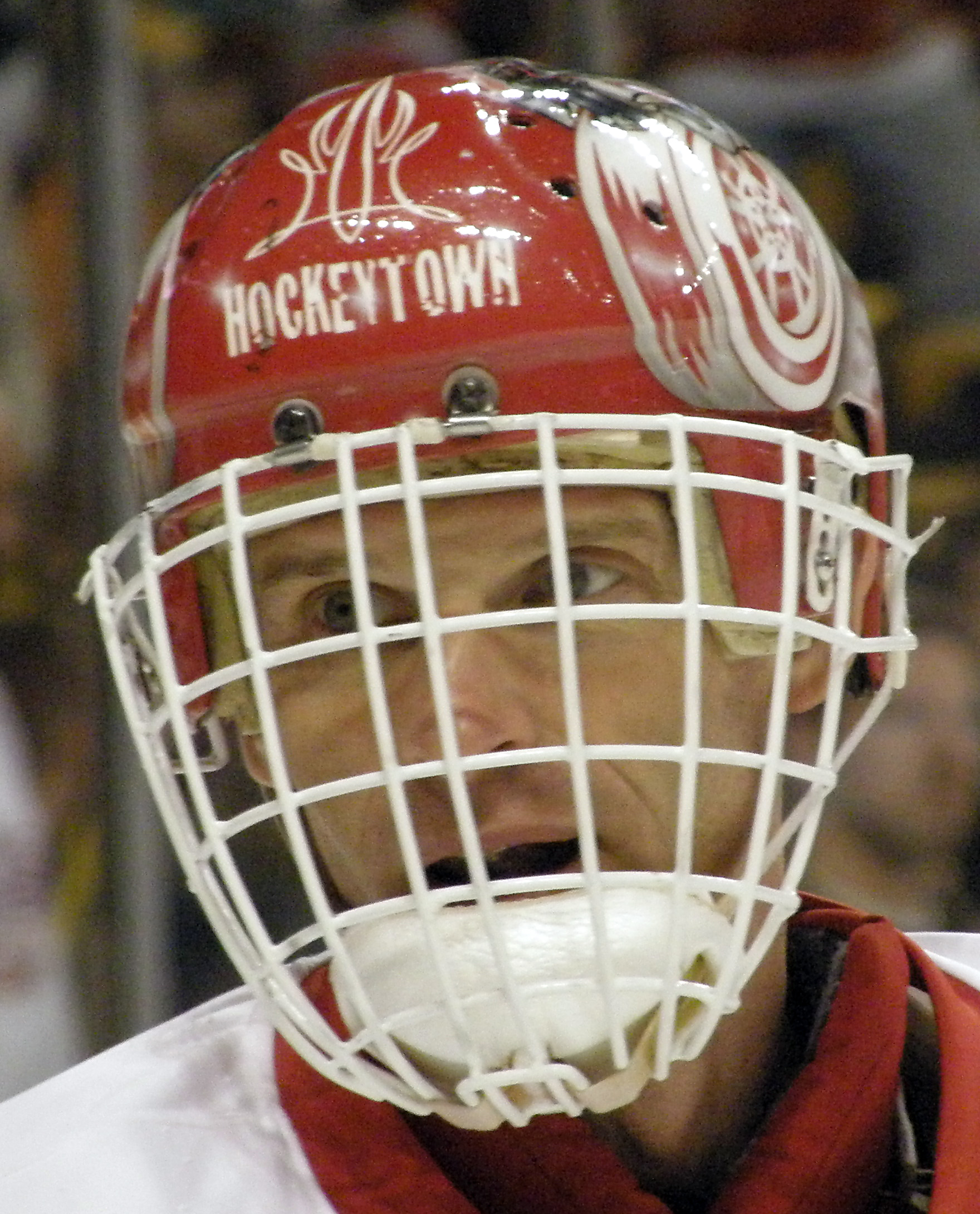
Dominik Hašek garde les buts des Sabres de Buffalo de 1992 à 2001.

Šatan s'illustre rapidement sous ses nouvelles couleurs. Le 4 avril 1997, il marque son premier triplé face aux Rangers de New York. Il finit la saison régulière avec 8 buts et 2 aides en 12 matchs. Les Sabres, avec Dominik Hašek devant les filets, remportent la Division Nord Est. Šatan dispute alors ses premiers matchs de séries éliminatoires, jouant 7 matchs pour aucun point. Les Sabres s'inclinent en finale de division face aux Flyers de Philadelphie en cinq matchs après avoir sorti en sept matchs les Sénateurs d'Ottawa au tour précédent.
En saison 1997-1998, le Slovaque s'établit comme le meilleur pointeur de la franchise avec 46 points en 79 matchs. Il est le deuxième buteur à deux longueurs de Donald Audette (24 buts). Troisièmes de la Division Nord-Est, Buffalo élimine les Flyers et les Canadiens de Montréal avant d'être battu par les Capitals de Washington 4 victoires à 2. Le Slovaque joue 14 des 15 matchs délivrant 9 points.

#### Une défaite en finale
En saison 1998-1999, il réalise sa meilleure production de buts avec un total de 40 buts en saison régulière. Il y ajoute 26 assistances et un différentiel de +24. Les Sabres sont septièmes de l'association de l'Est mais réalisent un superbe parcours lors des séries éliminatoires de la Coupe Stanley. Ils éliminent les Sénateurs d'Ottawa puis les Bruins de Boston en six matchs. Ils remportent le Trophée Prince de Galles du vainqueur de l'association face aux Maple Leafs de Toronto 4 victoires à 1. L'équipe échoue en finale de la Coupe Stanley contre les Stars de Dallas en six matchs. Ses meilleurs pointeurs sont ses défenseurs Jason Woolley et Alekseï Jitnik avec 15 points. Šatan marque 8 points ne jouant que 12 des 21 matchs des séries puisqu'il manque une bonne partie du mois de mai. Il joue tous les matchs de la finale pour une seule assistance.
Šatan entame la saison 1999-2000 avec le Dukla Trenčín. En 3 rencontres, il fait un festival offensif avec 10 points dont 8 assistances. Il rejoint ensuite la LNH dont la saison débute plus tardivement. Il participe au 50e Match des étoiles le 6 février 2000. Il est membre de la sélection « Reste du monde » qui bat celle d'« Amérique du Nord » 9-6 au Centre Air Canada de Toronto. Les Sabres prennent la huitième place de leur association, la dernière place qualificative pour les séries éliminatoires. Le Slovaque met un point de plus que la saison précédente (67 points) avec le même nombre de matchs (81), il est le meilleur compteur de son équipe en saison régulière ainsi lors du quart-de-finale d'association perdu en cinq matchs face aux Flyers où il inscrit 5 points dont 3 buts.
Il rejoint ensuite la Slovaquie pour le championnat du monde 2000 à Saint-Pétersbourg en Russie. Šatan est précieux pour sa sélection puisqu'il est le meilleur buteur et pointeur du tournoi avec 12 points dont une dizaine de buts. Il marque le but de la victoire en demi-finale contre la Finlande 3-1. Il en marque un en finale mais la Slovaquie s'incline contre la Tchéquie 5-3. Le Slovaque est nommé meilleur joueur du tournoi. Il remporte le Palet d'or en tant que meilleur joueur de hockey slovaque.
L'exercice 2000-2001 s'arrête en demi-finale d'association face aux Penguins de Pittsburgh en sept matchs. Cinquièmes de la saison régulière, ils sont emmenés par les 62 points de Šatan en saison régulière plus 13 lors des 13 matchs des séries disputés face aux Flyers puis aux Penguins. Šatan remporte son deuxième palet d'or. Au cours de l'intersaison, l'équipe échange son gardien Hašek au Red Wings de Détroit. Le poste de titulaire revient à Martin Biron.
En 2001-2002, Šatan atteint son meilleur total de point en saison régulière depuis ses débuts dans la LNH avec un total de 73 points. Le numéro 81 des Sabres ne manque aucune partie. Le deuxième compteur de l'équipe étant Stu Barnes avec 49 points. 
Durant l'hiver, il dispute ses deuxièmes Jeux olympiques en 2002 à Salt Lake City aux États-Unis. L'équipe termine dernière du groupe A du tour préliminaire. Elle joue le match pour la treizième place qu'elle remporte 7-1 contre la France. Il assiste un but de Jozef Stümpel, son seul point en deux matchs.
Les Sabres terminent derniers de la Division Nord-Est et ne participent pas à la post-saison. L'occasion pour le Slovaque de rejoindre sa sélection pour le mondial 2002 de Göteborg en Suède. Il est nommé capitaine de la Slovaquie. L'équipe est entraînée par Ján Fílc. Deux buts de Peter Bondra et un du capitaine élimine le Canada en quart de finale 3-2.. En demi-finale contre la Suède, Šatan égalise à deux buts partout dans les deux dernières minutes de la troisième période. S'il manque comme Bondra son tir de fusillade face à Tommy Salo, ce n'est pas le cas de Palffý et Richard Lintner alors que le gardien Ján Lašák met en échec les quatre tireurs des Tre Kronor. En finale, Bondra marque un doublé dont le but de la victoire dans les deux dernières minutes de jeu. Šatan est présent sur un but et une assistance. La Slovaquie bat la Russie 4-3. Elle remporte le titre mondial, le premier de l'histoire du pays depuis l'indépendance. Avec 13 points dont 5 buts, Šatan termine meilleur compteur de la compétition. Il est nommé dans l'équipe type du tournoi.
Šatan améliore encore ses statistiques lors la saison 2002-2003. Il est sélectionné pour son second Match des étoiles, le 53e de l'histoire, qui se déroule au Office Depot Center de Sunrise. Il joue avec l'équipe de la « Association de l'Est » qui s'incline 6-5 aux tirs de fusillade face à la sélection de l'Est. Šatan rate son tir de fusillade. Avec les Sabres, il offre 49 assistances et 75 points, les meilleures performances de sa carrière au cours d'une saison régulière dans la LNH. Insuffisant pour que les Sabres atteignent les séries avec une douzième place dans l'association de l'Est.
Il se joint à l'effectif slovaque pour le mondial 2003 en Finlande. Il marque un doublé en quart de finale contre la Suisse remporté 3-1. Les champions du monde perdent leur titre en demi-finale face à la Suède de Mats Sundin 4-1. Les Slovaques prennent la médaille de bronze face aux Tchèques 4-2. Šatan marque un but et une assistance pendant ce match. Il termine la compétition avec 6 buts et 4 assistances.

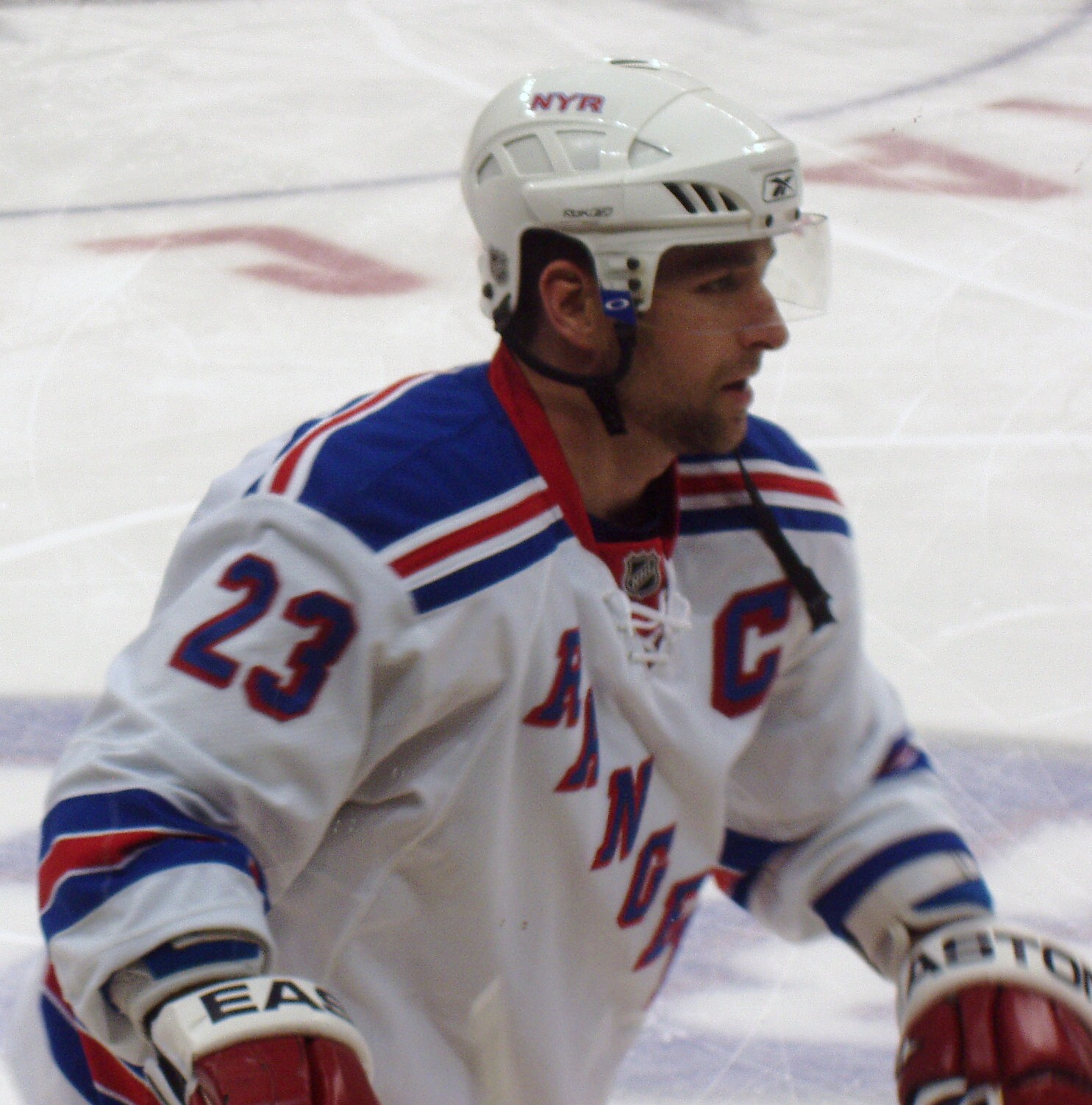
En 2003-2004, Šatan est assistant-capitaine de Chris Drury (ici avec les Rangers de New York)

Il dispute sept matchs dans le championnat de Slovaquie avant de repartir aux États-Unis rejoindre les Sabres. Avec le HC Slovan Bratislava, il marque 6 buts et 4 assistances. En 2003-2004, il joue sa huitième saison avec la franchise de Buffalo. Il est nommé assistant-capitaine de Chris Drury. En octobre 2003, il a néanmoins porté le « C » du capitaine des Sabres sur son maillot. Pour la première fois en sept ans, il n'est pas le meilleur pointeur de sa formation. Il compte 57 points contre 65 à Daniel Brière. Les Sabres terminent neuvièmes et premiers non qualifiés pour les séries éliminatoires. Šatan affiche un différentiel de -15, le plus mauvais de l'équipe.
Lors du championnat du monde 2004, il ouvre le score en demi-finale contre la Canada. Son équipier dans la LNH, Brière, égalise avant que Shawn Horcoff face la décision 2-1 dans le dernier tiers temps. Le match pour la médaille de bronze les oppose aux Américains. Les deux équipes n'ont pas trouvé la faille à l'issue des prolongations. Malgré deux premiers tirs de fusillade réussi par Šatan et Marián Hossa contre le gardien Ty Conklin, les Slovaques manquent les deux suivantes alors que les quatre tireurs adverses font un sans faute. La Slovaquie prend la quatrième place. Šatan marque 4 buts et autant d'assistances.
Lors de l'été 2004 se déroule la Coupe du monde de hockey sur glace 2004. Comme lors de l'édition précédente, la Slovaquie termine quatrième de la poule Amérique du Nord. Elle est sèchement battue 5-0 par le Canada en quart de finale. Le capitaine slovaque ne marque pas de point. Il est pour la troisième fois désigné meilleur joueur slovaque et remporte le palet d'or.

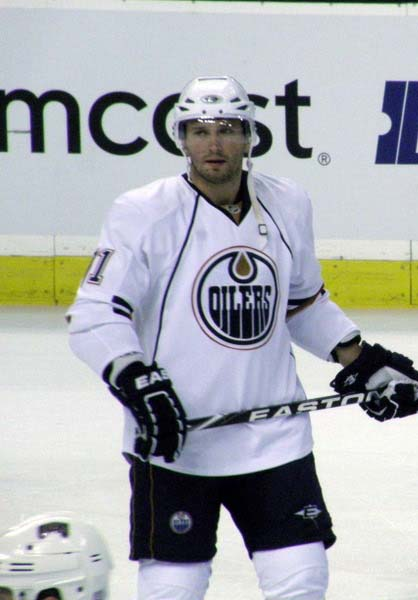
Ľubomír Višňovský et Šatan renforcent le HC Slovan Bratislava durant le lock-out 2004-2005.

La saison 2004-2005 de la Ligue nationale de hockey est annulée en raison du lock-out. Au mois de janvier, le Slovaque retourne jouer dans son pays natal pour le HC Slovan Bratislava. L'équipe a préalablement été renforcée par le défenseur Ľubomír Višňovský des Kings de Los Angeles. Le HKm Zvolen devance le Slovan en saison régulière. Šatan inscrit 11 buts et 9 assistances en 18 matchs. Les deux équipes ont le même nombre de point mais le HKm sort vainqueur des confrontations entre les deux équipes. Lors des séries éliminatoires, le Slovan de Miloš Říha élimine le MHk 32 Liptovský Mikuláš 4-1 puis le Dukla Trenčín en sept matchs. Šatan a marqué deux triplés lors de ces affrontements. La finale oppose les deux meilleures équipes de la saison régulière Bratislava et Zvolen. Šatan marque le but victorieux lors du succès 3-2 à l'extérieur lors du premier match. À l'issue du sixième match, les deux équipes sont à trois gains chacun. Finalement, l'équipe de la capitale remporte chez le HKm le dernier match 3-1. Šatan est nommé meilleur joueur des séries éliminatoires ; il est le meilleur buteur avec 15 buts et pointeur avec 22 points. Son différentiel plus-moins est de +19. Il est nommé dans l'équipe de la saison.
Il représente sa sélection lors du championnat du monde 2005. Le capitaine marque 4 points dont la moitié de buts. Le Canada élimine l'équipe 5-4 en quart de finale. Les Slovaques se range au cinquième rang mondial.
À la fin de la saison, les Sabres le laissent libre.

### Les Islanders de New York
Il signe un contrat en tant qu'agent libre avec les Islanders de New York, le 3 août 2005 pour une somme de 12,75 millions de dollars. En 2005-2006, avec 35 buts (sa troisième plus grosse production), il est le meilleur buteur des Islanders et a égalité au nombre de points avec son capitaine, Alekseï Iachine, 66 points. Les Islanders sont douzièmes de l'association de l'Est et non qualifiés pour la post-saison.
En 2005-2006, il est deuxième compteur des Islanders à égalité avec Mike Sillinger avec 59 points derrière Jason Blake, 69 points dont une quarantaine de buts. L'équipe prend la dernière place qualificative pour les séries éliminatoires de leur association. Face aux Sabres, les Islanders perdent en cinq matchs. Ryan Smyth mène les pointeurs de l'équipe avec cinq points, un de plus que Blake, Iachine et Šatan.
Il est membre de la sélection slovaque pour les Jeux olympiques de Turin en février 2006. En Italie, il est présent sur 2 assistances en 5 matchs. La Slovaquie est sortie par son voisin tchèque lors du quart de finale perdu 3-1.
Il est le capitaine de la Slovaquie pendant le championnat du monde 2007. Il est le meilleur passeur avec sept aides et le troisième pointeur avec huit points derrière Marián Gáborík onze points et Richard Kapuš, huit points également. La Suède remporte le quart de finale face aux Slovaques 7-4 avec un triplé de Tony Mårtensson.
Il effectue sa troisième saison avec les Islanders en 2006-2007 et marque à peine plus d'un point tous les deux matchs avec 41 points en 80 matchs. Dans son équipe, il est devancé par les 49 points de Mike Comrie et les 44 points de Bill Guerin. Son parcours avec la franchise de New York s'achève avec une dernière place de la Division Atlantique, la douzième de l'association.

### La Coupe Stanley

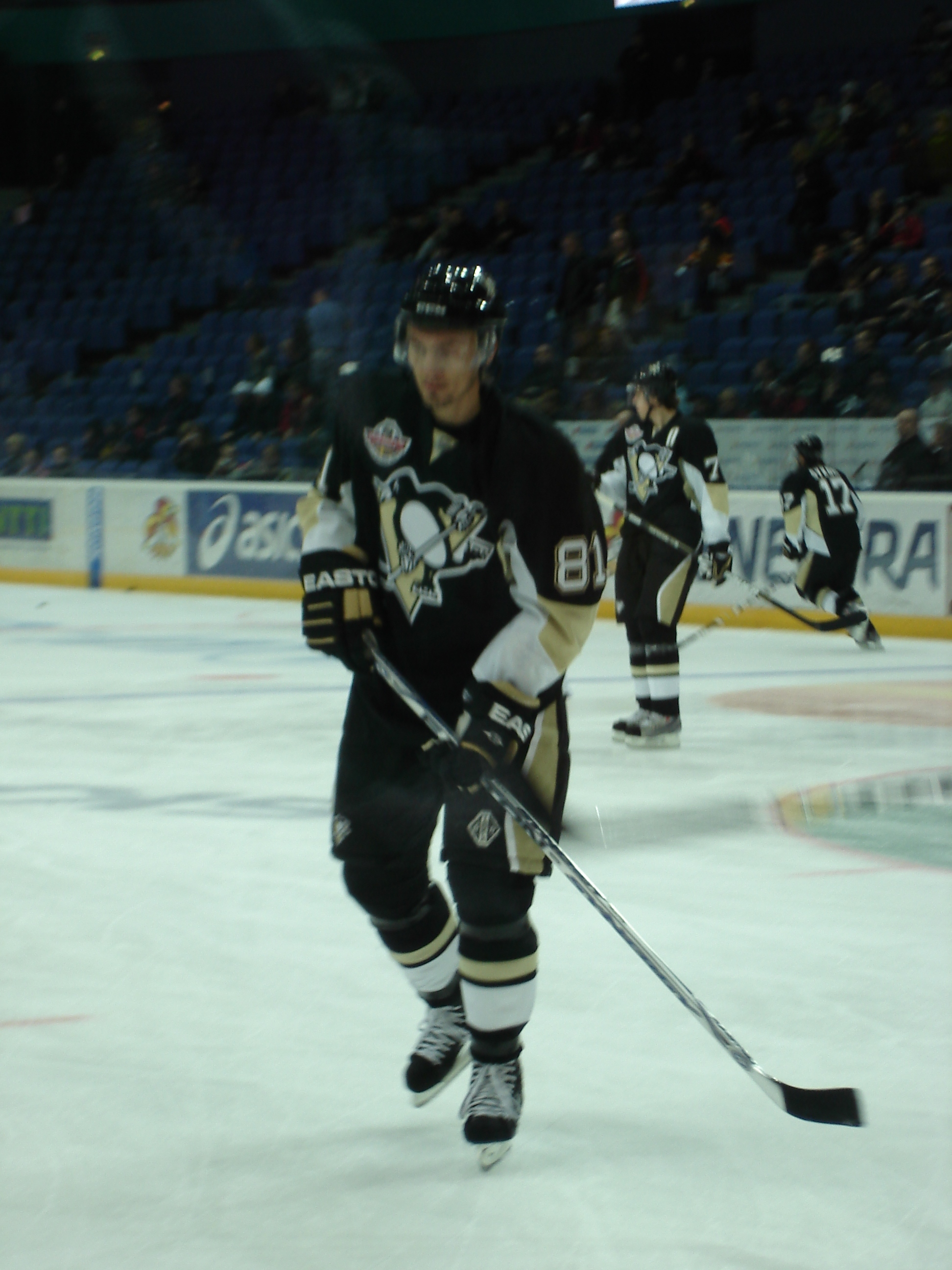
Šatan avec les Penguins de Pittsburgh.

Le 3 juillet 2008, il signe un contrat avec les Penguins de Pittsburgh d'un an d'une valeur estimée de 3,5 millions de dollars. Les Penguins connaissent une fin d'année 2008 et un début 2009 catastrophiques, ne parvenant pas à enchaîner les victoires et finalement le 16 février, le directeur général Ray Shero renvoie l'entraîneur Michel Therrien et Dan Bylsma, entraîneur de Wilkes-Barre/Scranton, est mis en place. Šatan joue son millième match dans la LNH le 4 février 2009 face au Lightning de Tampa Bay. Le 4 mars 2009, il est placé au ballotage. Il n'est réclamé par aucune équipe et est assigné par les Penguins au Penguins de Wilkes-Barre/Scranton en LAH. Il inscrit 3 buts et 6 assistances en 10 matchs. Le 10 avril, il est rappelé par les Pens. La saison régulière se terminé et les Penguins sont à la deuxième place de la division derrière les Devils avec sept points de retard, quatrième au total de l'association. Šatan est le sixième pointeur de l'équipe avec 36 points. Son coéquipier Ievgueni Malkine est le meilleur pointeur de la ligue avec 113 réalisations.
En séries, les Penguins éliminent au premier tour les Flyers en six matchs alors que lors du dernier match ils sont menés au score 3-0 avant de revenir au jeu, le réveil étant sonné par un combat entre Maxime Talbot des Penguins et Dan Carcillo des Flyers. Šatan fait son retour dans l'équipe le 23 avril. Au tour suivant, Sidney Crosby et ses coéquipiers affrontent les Capitals de Washington emmenés par Aleksandr Ovetchkine. La série se prolonge jusqu'au septième match grâce à notamment une prestation de Semion Varlamov dans les buts des Capitals ainsi qu'aux talents offensifs de Crosby et Ovetchkine. Lors du deuxième match, les deux joueurs inscrivent tour à tour un coup du chapeau pour une victoire 4-3 des Capitals. Chaque équipe remporte les deux matchs à domicile avec des scores élevés et serrés puis les Penguins l'emportent tout de même lors du cinquième sur la glace des Capitals en prolongation avec le but de la victoire inscrit par Malkine alors qu'il tente de faire une passe à Crosby. Les Penguins passent à côté de la qualification lors du sixième match ; le septième match décisif a lieu dans la salle de Washington et après 31 minutes de jeu, les Penguins mènent déjà 5-0. Ils remportent le match et la qualification sur le score de 6 buts à 2.
La finale d'association est jouée contre les Hurricanes de la Caroline mais ces derniers perdent totalement pied en étant éliminés en quatre matchs. Contrairement à la saison précédente et à la superstition de la LNH, Crosby en accord avec Bill Guerin décide de toucher le trophée Prince de Galles remis au champion de l'association. Les Penguins retrouvent les champions en titre en finale de la Coupe Stanley, les Red Wings de Détroit. Après les deux premières rencontres et deux défaites de Pittsburgh 1-3, la finale semble prendre le même chemin que la saison passée mais les Penguins gagnent les deux matchs chez eux 4-2. Osgood blanchit les Penguins lors de la cinquième date, 5-0, puis Pittsburgh gagne 2-1 le sixième match. La finale se joue donc au terme d'un septième match joué à Détroit le 12 juin et les Penguins l'emportent 2-1 grâce à un doublé de Talbot. Avec trente-six points, Malkine est le meilleur pointeur de l'équipe des séries avec 36 points en 24 matchs soit 30 de plus que Šatan qui joue 17 matchs.
Le 2 janvier 2010, il signe un contrat d'un an avec les Bruins de Boston d'un montant de 700 000 $. Le contrat dispose d'une clause de non-échange. Le capitaine de l'équipe est le slovaque Zdeno Chára. Avec la Slovaquie, les deux joueurs partent à Vancouver pour les Jeux olympiques de 2010. L'attaquant marque le but victorieux du succès 4-3 contre la Norvège lors du premier tour des séries éliminatoires. La Slovaquie élimine ensuite la Suède sur le même score en quart de finale. Après une demi-finale perdue 3-2 contre le Canada, la Slovaquie termine quatrième avec une défaite 5-3 contre la Finlande. Le compteur de Šatan affiche deux points en six matchs.
Avec les Bruins, il marque 14 points en 38 matchs de saison régulière conclue à la sixième place de l'association de l'Est. Au premier tour des séries éliminatoires, les Bruins éliminent les Sabres en six matchs. Šatan marque face à son ancienne équipe deux buts de la victoire dont celui qui clôt la série. La saison des Bruins se conclut sur une défaite au septième match de la demi-finale d'association face aux Flyers de Philadelphie. Dennis Wideman (12 points), Patrice Bergeron (11 points) sont les compteurs les plus prolifiques des Bruins devant Mark Recchi et Šatan (10 points).
Il dispute son dixième mondial en 2010. Il rejoint la sélection lors de la deuxième phase et joue deux matchs contre la Finlande puis l'Allemagne. Deux défaites qui éliminent son équipe de la compétition.

### Retour en Europe
Šatan entame la saison 2010-2011 dans l'équipe du Slovan Bratislava. Il compte seize points dont dix buts en dix matchs. Puis, il signe au OHK Dinamo dans la Ligue continentale de hockey en janvier 2011 sur les conseils de son compatriote et nouvel équipier Martin Štrbák. Mais il se fracture le poignet peu de temps après son arrivée. Il joue six matchs pour trois points et fait son retour durant les séries éliminatoires durant lesquelles il ne dispute que deux matchs. L'équipe d'Oļegs Znaroks remporte la Division Bobrov. Malgré l'avantage de la glace, elle se fait sortir dès le premier tour de la Coupe Gagarine par le Dinamo Riga en six matchs.
Il ne peut manquer ensuite le championnat du monde 2011 qui se déroule dans son pays natal. Il est assistant-capitaine de Demitra. L'effectif dirigé par Glen Hanlon n'atteint pas les quarts de finale devant son public. Avec Ladislav Nagy, Šatan est le meilleur réalisateur (trois buts) et pointeur (cinq points).

## Trophées et honneurs individuels

### Championnat de Slovaquie
- 1994 : termine meilleur buteur.
- 1994 : termine meilleur pointeur.
- 2005 : termine meilleur buteur des séries éliminatoires.
- 2005 : termine meilleur pointeur des séries éliminatoires.
- 2005 : nommé dans l'équipe type.
- 2005 : nommé meilleur joueur des séries éliminatoires.

### Jeux olympiques
- 1994 : termine meilleur buteur.

### Championnat du monde junior
- 1994 : termine meilleur pointeur du mondial C.
- 1994 : nommé meilleur attaquant du mondial C.

### Slovaquie
- 2000 : remporte le Palet d'or.
- 2001 : remporte le Palet d'or.
- 2004 : remporte le Palet d'or.

### Championnat du monde
- 1995 : nommé dans l'équipe type du mondial B.
- 2000 : termine meilleur buteur.
- 2000 : termine meilleur pointeur.
- 2002 : nommé meilleur attaquant.
- 2000 : nommé meilleur joueur.
- 2000 : nommé dans l'équipe type.
- 2002 : termine meilleur buteur.
- 2002 : nommé dans l'équipe type.
- 2011 : nommé par son entraîneur comme l'un des trois meilleurs joueurs de sa sélection.

### Ligue nationale de hockey
- 2000 : participe au 50e Match des étoiles.
- 2003 : participe au 53e Match des étoiles.

## Statistiques

### En club
| Saison     | Équipe                 | Ligue              |      | Saison régulière | Saison régulière | Saison régulière | Saison régulière | Saison régulière | Saison régulière |    | Séries éliminatoires | Séries éliminatoires | Séries éliminatoires | Séries éliminatoires | Séries éliminatoires | Séries éliminatoires |
| Saison     | Équipe                 | Ligue              | PJ   | B                | A                | Pts              | +/-              | Pun              | PJ               | B  | A                    | Pts                  | +/-                  | Pun                  |                      |                      |
| 1991-1992  | VTJ Topoľčany          | Juniors            | 31   | 30               | 22               | 52               |                  |                  | -                | -  | -                    | -                    | -                    | -                    |                      |                      |
| 1991-1992  | VTJ Topoľčany          | Tchécoslovaquie D2 | 9    | 2                | 1                | 3                |                  | 6                | -                | -  | -                    | -                    | -                    | -                    |                      |                      |
| 1992-1993  | HC Dukla Trenčín       | Extraliga Tchéc.   | 38   | 11               | 6                | 17               |                  | 0                | -                | -  | -                    | -                    | -                    | -                    |                      |                      |
| 1993-1994  | HC Dukla Trenčín       | Coupe d'Europe     |      |                  |                  |                  |                  |                  | -                | -  | -                    | -                    | -                    | -                    |                      |                      |
| 1993-1994  | HC Dukla Trenčín       | Extraliga Slo.     | 39   | 42               | 22               | 64               |                  | 0                | -                | -  | -                    | -                    | -                    | -                    |                      |                      |
| 1994-1995  | Falcons de Détroit     | CoHL               | 1    | 0                | 2                | 2                |                  | 2                | -                | -  | -                    | -                    | -                    | -                    |                      |                      |
| 1994-1995  | Vipers de Détroit      | LIH                | 8    | 1                | 3                | 4                | -5               | 4                | -                | -  | -                    | -                    | -                    | -                    |                      |                      |
| 1994-1995  | Gulls de San Diego     | LIH                | 6    | 0                | 2                | 2                | +2               | 6                | -                | -  | -                    | -                    | -                    | -                    |                      |                      |
| 1994-1995  | Oilers du Cap-Breton   | LAH                | 25   | 24               | 16               | 40               | +6               | 15               | -                | -  | -                    | -                    | -                    | -                    |                      |                      |
| 1995-1996  | Oilers d'Edmonton      | LNH                | 62   | 18               | 17               | 35               | 0                | 22               | -                | -  | -                    | -                    | -                    | -                    |                      |                      |
| 1996-1997  | Oilers d'Edmonton      | LNH                | 64   | 17               | 11               | 28               | -4               | 22               | -                | -  | -                    | -                    | -                    | -                    |                      |                      |
| 1996-1997  | Sabres de Buffalo      | LNH                | 12   | 8                | 2                | 10               | +1               | 4                | 7                | 0  | 0                    | 0                    | -1                   | 0                    |                      |                      |
| 1997-1998  | Sabres de Buffalo      | LNH                | 79   | 22               | 24               | 46               | +2               | 34               | 14               | 5  | 4                    | 9                    | -9                   | 4                    |                      |                      |
| 1998-1999  | Sabres de Buffalo      | LNH                | 81   | 40               | 26               | 66               | +24              | 44               | 12               | 3  | 5                    | 8                    | +3                   | 2                    |                      |                      |
| 1999-2000  | HC Dukla Trenčín       | Extraliga Slo.     | 3    | 2                | 8                | 10               | +6               | 2                | -                | -  | -                    | -                    | -                    | -                    |                      |                      |
| 1999-2000  | Sabres de Buffalo      | LNH                | 81   | 33               | 34               | 67               | +16              | 32               | 5                | 3  | 2                    | 5                    | +2                   | 0                    |                      |                      |
| 2000-2001  | Sabres de Buffalo      | LNH                | 82   | 29               | 33               | 62               | +5               | 36               | 13               | 3  | 10                   | 13                   | +4                   | 8                    |                      |                      |
| 2001-2002  | Sabres de Buffalo      | LNH                | 82   | 37               | 36               | 73               | +14              | 33               | -                | -  | -                    | -                    | -                    | -                    |                      |                      |
| 2002-2003  | Sabres de Buffalo      | LNH                | 79   | 26               | 49               | 75               | -3               | 20               | -                | -  | -                    | -                    | -                    | -                    |                      |                      |
| 2003-2004  | HC Slovan Bratislava   | Extraliga Slo.     | 7    | 6                | 4                | 10               | +6               | 41               | -                | -  | -                    | -                    | -                    | -                    |                      |                      |
| 2003-2004  | Sabres de Buffalo      | LNH                | 82   | 29               | 28               | 57               | -15              | 30               | -                | -  | -                    | -                    | -                    | -                    |                      |                      |
| 2004-2005  | HC Slovan Bratislava   | Extraliga Slo.     | 18   | 11               | 9                | 20               | +12              | 14               | 18               | 15 | 7                    | 22                   | +19                  | 16                   |                      |                      |
| 2005-2006  | Islanders de New York  | LNH                | 82   | 35               | 31               | 66               | -8               | 54               | -                | -  | -                    | -                    | -                    | -                    |                      |                      |
| 2006-2007  | Islanders de New York  | LNH                | 81   | 27               | 32               | 59               | -12              | 46               | 5                | 1  | 2                    | 3                    | 0                    | 0                    |                      |                      |
| 2007-2008  | Islanders de New York  | LNH                | 80   | 16               | 25               | 41               | -11              | 39               | -                | -  | -                    | -                    | -                    | -                    |                      |                      |
| 2008-2009  | Penguins de Pittsburgh | LNH                | 65   | 17               | 19               | 36               | +3               | 36               | 17               | 1  | 5                    | 6                    | +1                   | 11                   |                      |                      |
| 2008-2009  | Penguins de WBS        | LAH                | 10   | 3                | 6                | 9                | +1               | 4                | -                | -  | -                    | -                    | -                    | -                    |                      |                      |
| 2009-2010  | Bruins de Boston       | LNH                | 38   | 9                | 5                | 14               | +8               | 12               | 13               | 5  | 5                    | 10                   | +4                   | 16                   |                      |                      |
| 2010-2011  | HC Slovan Bratislava   | Extraliga Slo.     | 10   | 10               | 6                | 16               | +9               | 22               | -                | -  | -                    | -                    | -                    | -                    |                      |                      |
| 2010-2011  | OHK Dinamo             | KHL                | 6    | 1                | 2                | 3                | -2               | 4                | 2                | 0  | 0                    | 0                    | -2                   | 0                    |                      |                      |
| 2011-2012  | HC Slovan Bratislava   | Extraliga Slo.     | 49   | 23               | 29               | 52               | +35              | 127              | 12               | 8  | 14                   | 22                   | 10                   | +19                  |                      |                      |
| 2012-2013  | HC Slovan Bratislava   | KHL                | 21   | 7                | 5                | 12               | +2               | 22               | -                | -  | -                    | -                    | -                    | -                    |                      |                      |
| 2013-2014  | HC Slovan Bratislava   | KHL                | 23   | 9                | 3                | 12               | -5               | 8                | -                | -  | -                    | -                    | -                    | -                    |                      |                      |
| Totaux LNH | Totaux LNH             | Totaux LNH         | 1050 | 363              | 372              | 735              | +20              | 464              | 86               | 21 | 33                   | 54                   | +4                   | 41                   |                      |                      |

### En équipe nationale
| Année | Évènement                   |    | PJ | B | A  | Pts | +/- | Pun                                          |  | Résultat |
| 1994  | Championnat du monde junior | 4  | 6  | 7 | 13 |     | 4   | Médaille d'or du mondial C                   |  |          |
| 1994  | Jeux olympiques             | 8  | 9  | 0 | 9  |     | 0   | Sixième place                                |  |          |
| 1994  | Championnat du monde        | 8  | 7  | 1 | 8  |     | 18  | Médaille d'or du mondial C                   |  |          |
| 1995  | Championnat du monde        | 7  | 7  | 6 | 13 | +20 | 4   | Médaille d'or du mondial B                   |  |          |
| 1996  | Championnat du monde        | 5  | 0  | 3 | 3  | +1  | 6   | Neuvième place                               |  |          |
| 1996  | Coupe du monde              | 3  | 0  | 0 | 0  |     | 2   | Quatrième place de la poule Amérique du Nord |  |          |
| 2000  | Championnat du monde        | 9  | 10 | 2 | 12 | +3  | 14  | Médaille d'argent                            |  |          |
| 2002  | Jeux olympiques             | 2  | 0  | 1 | 1  | +2  | 0   | Treizième place                              |  |          |
| 2002  | Championnat du monde        | 9  | 5  | 8 | 13 | +2  | 2   | Médaille d'or                                |  |          |
| 2003  | Championnat du monde        | 9  | 6  | 4 | 10 | +2  | 2   | Médaille de bronze                           |  |          |
| 2004  | Coupe du monde              | 4  | 0  | 0 | 0  | -7  | 0   | Défaite en quart de finale                   |  |          |
| 2004  | Championnat du monde        | 9  | 4  | 4 | 8  | +4  | 4   | Quatrième place                              |  |          |
| 2005  | Championnat du monde        | 7  | 2  | 2 | 4  | -1  | 8   | Cinquième place                              |  |          |
| 2006  | Jeux olympiques             | 6  | 0  | 2 | 2  | +1  | 2   | Cinquième place                              |  |          |
| 2007  | Championnat du monde        | 7  | 1  | 7 | 8  | +2  | 4   | Sixième place                                |  |          |
| 2010  | Jeux olympiques             | 6  | 1  | 1 | 2  | -2  | 0   | Septième place                               |  |          |
| 2010  | Championnat du monde        | 2  | 0  | 0 | 0  | -1  | 0   | Douzième place                               |  |          |
| 2011  | Championnat du monde        | 6  | 3  | 2 | 5  | +4  | 4   | Dixième place                                |  |          |
| 2012  | Championnat du monde        | 10 | 4  | 2 | 6  | 0   | 4   | Médaille d'argent                            |  |          |
| 2013  | Championnat du monde        | 8  | 1  | 2 | 3  | 0   | 2   | Huitième place                               |  |          |